# Tununak
Tununak ist ein Ort und ein census-designated place (CDP) in der Bethel Census Area in Alaska. Von 1975 bis 1997 war Tununak eine City. Das U.S. Census Bureau hatte bei der Volkszählung 2020 eine Einwohnerzahl von 411 ermittelt. Das Eskimo-Dorf liegt im Yupik-Sprachenraum.

## Geographie
Tununak befindet sich im Südwesten von Alaska auf Nelson Island. Tununak liegt an der Meeresküste an der Mündung des Tununak River, ein kleiner Zufluss des Beringmeeres. Tununak befindet sich 190 km westsüdwestlich vom Verwaltungszentrum Bethel. Der etwa fünf Meter über dem Meeresspiegel gelegene Ort befindet sich im Yukon-Kuskokwim-Delta und im Schutzgebiet Yukon Delta National Wildlife Refuge. 10 km südöstlich von Tununak befindet sich Toksook Bay.

## Geschichte
1878 lebten 6 Menschen in Tununak. Im Jahr 1889 gründeten die Jesuiten eine kleine Kapelle und eine Schule in Tununak. 1892 schloss die Mission wieder. Im Jahr 1925 wurde eine staatliche Schule eingerichtet. 1929 öffnete ein Laden der Northern Commercial Company. Seit den 1950er Jahren gab es Anpassungen an den modernen Lebensstil. In den 1970er Jahren ersetzten Schneemobile Hundeschlitten. 1975 erhielt Tununak den Status einer „City“. Am 28. Februar 1997 gab der Ort diesen Gemeindestatus zugunsten eines traditionellen Stammesrats (traditional council governance) wieder auf. Seit dem Zensus 2000 ist Tununak ein census-designated place. Heute lebt die Gemeinde vom Fischfang und von Subsistenzwirtschaft. Der Kauf und die Einfuhr von Alkohol sind verboten.
Tununak verfügt über einen nach 2006 fertiggestellten Flugplatz Tununak (⊙) mit einer 1006 m langen und 23 m breiten Schotterpiste. Dieser ersetzte den alten Flugplatz von Tununak, der 542 × 9 m maß und nicht mehr die Mindestanforderungen der modernen Luftfahrt erfüllte. Eine 1,5 km lange Zufahrtsstraße verbindet den Ort mit dem neuen Flugplatz und überquert dabei den North Fork Tununak River.

## Demografie
Zum Zeitpunkt der Volkszählung im Jahre 2020 (U.S. Census 2020) hatte Tununak 411 Einwohner auf einer Landfläche von 157,23 km². Von den Einwohnern waren 11 Weiße sowie 390 amerikanisch-indianischer Abstammung.
Beim Zensus im Jahr 2000 wurden 325 Einwohner gezählt, 2010 waren es 327. Die Bevölkerungsentwicklung war in den letzten Jahren ansteigend.